# Kathedraal Saint John the Divine

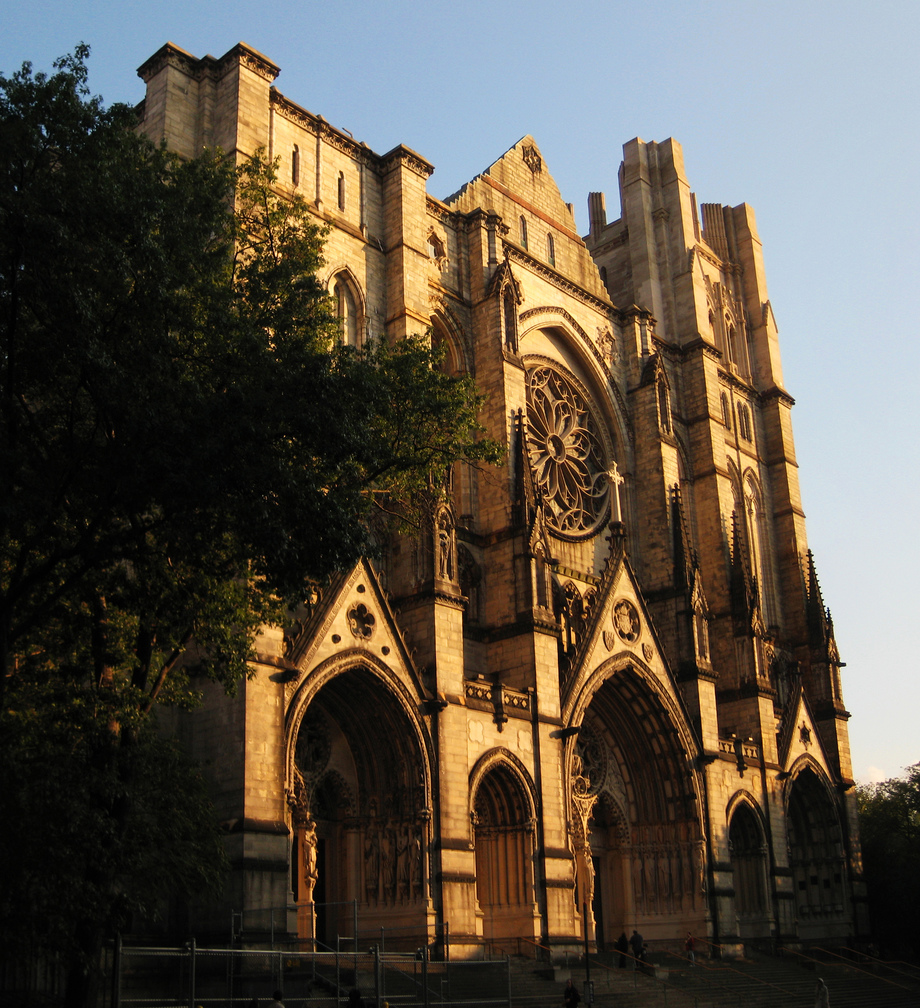
Kathedraal Saint John the Divine, noordwestzijde

De Kathedraal Saint John the Divine is een episcopaalse kathedraal in New York. De kerk ligt ten noorden van Central Park aan de Amsterdam Avenue.
De kathedraal heeft een oppervlakte van 11.200 m² en een lengte van 183 meter, met glas-in-loodramen en een vredesfontein. Oorspronkelijk was gekozen voor een byzantijns-romaanse stijl, maar dat werd in 1909 gewijzigd in een gotisch ontwerp.
In 1892 werd begonnen met de bouw van de kathedraal, die vandaag de dag nog steeds niet helemaal af is. Er wordt tegelijkertijd gebouwd en gerenoveerd. Na een grote brand op 18 december 2001 was de kathedraal een tijd voor herstelwerkzaamheden gesloten, maar het gebouw ging in november 2008 weer open.